# Wilco (voornaam)
Wilco is een jongensnaam. Het is een voornaam die als doopnaam gebruikt wordt.

## Bekende naamdragers
- Wilco Kelderman Nederlands wielrenner
- Wilco van Rooijen Nederlands bergbeklimmer
- Wilco van Schaik Nederlands sportbestuurder
- Wilco van Buuren Nederlands voetballer
- Wilco Zeelenberg Nederlands motorcoureur
- Wilco van Herpen Nederlands programmamaker
- Wilco Holdinga Lycklama à Nijeholt Nederlands politicus

## Ze ook
- Wilco (band) Amerikaanse rockband

## Varianten
- Wilko Grolman Nederlands hoogleraar
- Wilko de Vogt Nederlands doelman